# Distretto di San Luis (Ancash)
Il distretto di San Luis è un distretto del Perù nella provincia di Carlos Fermín Fitzcarrald (regione di Ancash) con 12.112 abitanti al censimento 2007 dei quali 2.239 urbani e 9.873 rurali.
È stato istituito fin dall'indipendenza del Perù.